# Молодіжна збірна Північних Маріанських островів з футболу
Молодіжна збірна Північних Маріанських островів з футболу — національна молодіжна футбольна збірна Північних Маріанських островів, що складається у залежності від турніру із гравців віком до 19 або до 20 років. Вважається основним джерелом кадрів для підсилення складу основної збірної Північних Маріанських островів. Керівництво командою здійснює Футбольна асоціація Північних Маріанських островів.
Команда має право участі у Юнацькому кубку Азії до 19 років, проте не може кваліфікуватися на молодіжний чемпіонат світу до 20 років, оскільки футбольна асоціація країни не є членом ФІФА. Також молодіжна збірна може брати участь у товариських і регіональних змаганнях, зокрема у турнірах під егідою Федерації футболу Східної Азії.